# Nåldvärgmossa
Nåldvärgmossa (Seligeria acutifolia) är en bladmossart som beskrevs av Lindberg in C. J. Hartman 1864. Enligt Catalogue of Life ingår Nåldvärgmossa i släktet dvärgmossor och familjen Seligeriaceae, men enligt Dyntaxa är tillhörigheten istället släktet dvärgmossor och familjen Seligeriaceae. Enligt den svenska rödlistan är arten nära hotad i Sverige. Arten förekommer på Gotland, Götaland och Svealand. Artens livsmiljö är skogslandskap, våtmarker. Inga underarter finns listade i Catalogue of Life.